# ريتشارد سميث (كاتب)
ريتشارد سميث (بالإنجليزية: Richard Smith)‏ هو كاتب سيناريو ومخرج بريطاني، ولد في القرن العشرين.

## وصلات خارجية
- ريتشارد سميث على موقع IMDb (الإنجليزية)